# Milford (Kansas)
Milford és una població dels Estats Units a l'estat de Kansas. Segons el cens del 2000 tenia 502 habitants.

## Demografia
Segons el cens del 2000, Milford tenia 502 habitants, 183 habitatges, i 133 famílies. La densitat de població era de 1.211,4 habitants/km².
Dels 183 habitatges en un 41,5% hi vivien nens de menys de 18 anys, en un 63,4% hi vivien parelles casades, en un 6,6% dones solteres, i en un 26,8% no eren unitats familiars. En el 22,4% dels habitatges hi vivien persones soles el 6% de les quals corresponia a persones de 65 anys o més que vivien soles. El nombre mitjà de persones vivint en cada habitatge era de 2,74 i el nombre mitjà de persones que vivien en cada família era de 3,27.
Per edats la població es repartia de la següent manera: un 34,1% tenia menys de 18 anys, un 11,6% entre 18 i 24, un 32,7% entre 25 i 44, un 15,9% de 45 a 60 i un 5,8% 65 anys o més.
L'edat mediana era de 28 anys. Per cada 100 dones de 18 o més anys hi havia 110,8 homes.
La renda mediana per habitatge era de 33.750 $ i la renda mediana per família de 40.000 $. Els homes tenien una renda mediana de 29.583 $ mentre que les dones 16.250 $. La renda per capita de la població era de 14.246 $. Entorn del 10,3% de les famílies i el 8,1% de la població estaven per davall del llindar de pobresa.

## Poblacions més properes
El següent diagrama mostra les poblacions més properes.